# Norman O'Neill
Pour les articles homonymes, voir Norm O'Neill.
Norman Houston O'Neill (14 mars 1875, Londres – 3 mars 1934, Londres) est un compositeur et chef d'orchestre irlandais et britannique spécialisé dans la musique de scène pour le théâtre.

## Biographie
Il étudie à Londres auprès d'Arthur Somervell et d'Iwan Knorr au Conservatoire Hoch à Francfort-sur-le-Main de 1893 à 1897. Ses études sont financées par son amant Eric Stenbock. Il fait partie du Groupe de Francfort, un cercle de compositeurs qui ont étudié au Conservatoire Hoch à la fin des années 1890, dont faisaient partie Percy Grainger et Cyril Scott.
O'Neill travaille ensuite pour le Haymarket Theatre. Ses œuvres comprennent plus de cinquante ensembles de musique de scène pour des pièces de théâtre, dont des pièces de Shakespeare (Hamlet, Le Roi Lear, Jules César, Macbeth, Le Marchand de Venise, Henry V et Mesure pour mesure), J. M. Barrie (A Kiss for Cinderella), et Maurice Maeterlinck (L'Oiseau bleu).
Edward Elgar le félicita personnellement pour la séquence de ballet novatrice dans la revue de 1924 The Punch Bowl.  
O'Neill a aussi composé des suites symphoniques, de la musique de chambre et des mélodies. Il enseignait l'harmonie et la composition à la Royal Academy of Music.